# Hiram Fong

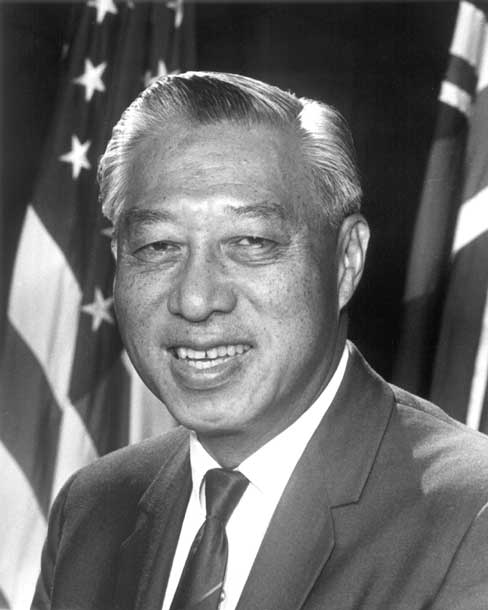
Hiram Fong

Hiram Leong Fong (* 15. Oktober 1906 in Honolulu, Hawaii; † 18. August 2004 in Kahaluu, Hawaii) war ein US-amerikanischer Politiker (Republikanische Partei), der den US-Bundesstaat Hawaii von 1959 bis 1977 im US-Senat vertrat. Er war der erste US-Senator chinesischer Abstammung.

## Werdegang
Fong wurde 1906 in Honolulu als Kind chinesischer Einwanderer geboren. Nach dem Abschluss an der „President William McKinley High School“ absolvierte er bis 1930 ein Studium zum Bachelor of Arts an der University of Hawaiʻi at Mānoa. Dort war er unter anderem Mitglied der akademischen Gemeinschaft Phi Beta Kappa. Anschließend studierte er Rechtswissenschaften an der Harvard University, wo er 1935 mit dem Juris Doctor abschloss.
Um seine Studien zu finanzieren, arbeitete Fong von 1924 bis 1927 als Angestellter in der Beschaffungsabteilung der Pearl Harbor Naval Shipyard und von 1930 bis 1932 als Büroleiter der Vorstädtischen Wasserversorgung von Honolulu („Suburban Water System of the City and County of Honolulu“). Nach seinem Harvard-Studium gründete Fong die Anwaltskanzlei Fong, Miho, Choy and Robinson.

## Militärische Karriere
Fong war von 1942 bis 1944 Mitglied des US Army Air Corps im Zweiten Weltkrieg. Er begann seine militärische Karriere als 1st Lieutenant und wurde später zum Major befördert. Er war dann als Judge Advocate des Siebten Kampfkommandos der 7. US-Luftflotte tätig. Als Reserveoffizier der US Army leistete er 20 Jahre Dienst. Er wurde als Colonel aus dem Air Force Reserve Command entlassen und wurde als Mitglied des „Kau-Tom Post“ der Amerikanischen Legion und als „Post 1540“ der Veteranenvereinigung „Veterans of Foreign Wars of the United States“ (VFW) aufgenommen. 1971 wurde er zum Mitglied des „Board of Visitors“ der United States Military Academy in West Point ernannt. Im April 1974 wurde er ins „Board of Visitors“ der United States Naval Academy in Annapolis berufen.

## Politische Karriere
Am 28. Juli 1959 wurde Fong als Senator für Hawaii in den Senat der Vereinigten Staaten gewählt. Er war damit der erste US-Senator chinesischer Abstammung. Er wurde zweimal (1964 und 1970) wiedergewählt. Zum 2. Januar 1977 schied er als Senator aus.

## Senator-Fong-Plantage
Bereits 1950 erwarb Fong an den Ko'olau Mountains ein paar Morgen Land. Nach seiner politischen Karriere erweiterte er das Grundstück auf heute etwa 700 Morgen. Auf dem Land legte er einen Park mit tropischen, exotischen Pflanzen und Plantagen an. Der Park „Senator Fong's Plantation and Gardens“ gewann 1999 den „Kahili Award“ der seit 1990 von der Tourismusbehörde in Hawaii verliehen wird.